# KS Dyskobolia Grodzisk Wielkopolski
El KS Dyskobolia Grodzisk Wielkopolski fou un club de futbol polonès de la ciutat de Grodzisk Wielkopolski. Prèviament s'anomenà Groclin Dyskobolia Grodzisk Wielkopolski.

## Palmarès
- Copa polonesa de futbol:[2]
  - 2005 (anul·lat), 2007
- Copa de la Lliga polonesa de futbol:[3]
  - 2007, 2008

## Jugadors destacats
Jugadors internacionals del club
- Mariusz Lewandowski, defensa, internacional per Polònia
- Sebastian Mila, mig, internacional per Polònia
- Radosław Sobolewski, mig, internacional per Polònia
- Piotr Świerczewski, mig, internacional per Polònia
- Grzegorz Rasiak, davanter, internacional per Polònia
- Ivica Križanac, defensa, internacional per Croàcia
- Mićo Vranješ, defensa, internacional per Iugoslàvia-U21
- Radosław Majewski, mig, internacional per Polònia